# Lacinipolia basiplaga
Lacinipolia basiplaga är en fjärilsart som beskrevs av Smith 1905. Lacinipolia basiplaga ingår i släktet Lacinipolia och familjen nattflyn. Inga underarter finns listade i Catalogue of Life.